# Lanchester Motor Company
Lanchester Motor Company Limited fue un fabricante de automóviles británico, que produjo vehículos de lujo y de gama alta entre 1895 y 1955. Fue fundada por el destacado ingeniero Frederick Lanchester y por sus dos hermanos.

## Cambios empresariales
- Desde la fundación de la empresa en 1899, su sede estuvo ubicada en Armourer Mills, Montgomery Street, Sparkbrook, Birmingham. A principios de 1931 se trasladó a Sandy Lane, Coventry, Inglaterra.

- La compañía Lanchester fue comprada por el Grupo BSA a finales de 1930, después de lo cual sus automóviles fueron fabricados por Daimler en sus instalaciones de Coventry.

- Más adelante, a la vez que Daimler, Lanchester se convirtió en parte de Jaguar en 1960.

- En 1990, Ford compró Jaguar (adquiriendo también Lanchester), y desde el 2000 se incorporó Land Rover, hasta que ambas se vendieron a Tata Motors en 2008, creándose Jaguar Land Rover como una empresa subsidiaria. En 2013, Jaguar se fusionó con Land Rover para formar Jaguar Land Rover Limited, y los derechos de la marca de automóviles Lanchester se transfirieron a la recién creada industria automotriz multinacional británica Jaguar Land Rover.[1]

- La marca no se ha utilizado desde la última producción de Lanchester en 1955. Todavía está registrada como una empresa activa y presenta balance cada año, aunque a partir de 2014 está registrada como "no comercial".

## Historia

### Los tres hermanos

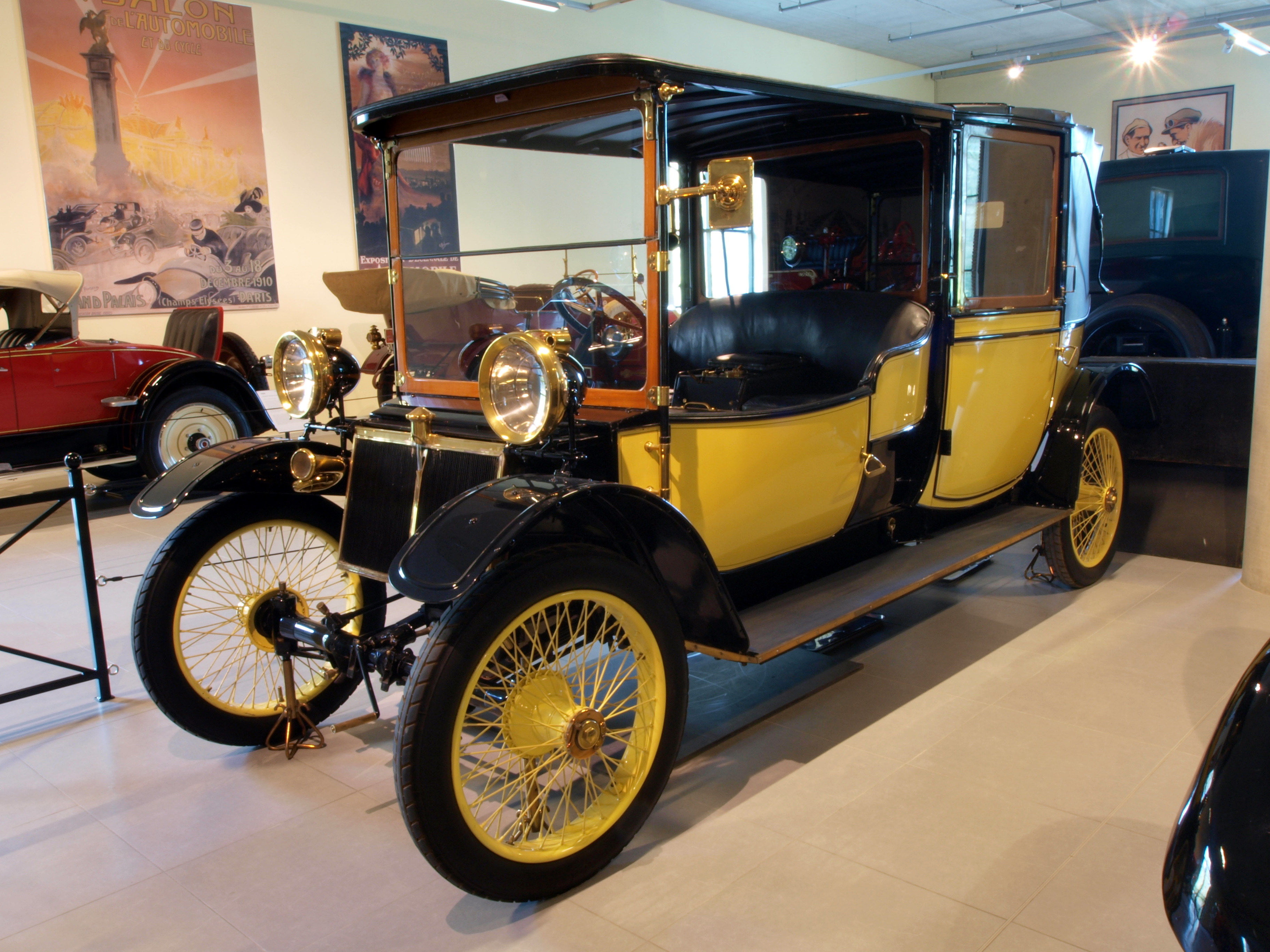
Ejemplo de un landó Twenty-Eight 28 hp de 1910
Los Lanchester Eduardianos fijaban sus propias reglas, eran muy caros y pretendían ser 'para siempre'

Los tres hermanos Lanchester (Frederick, uno de los ingenieros automovilísticos más influyentes de los siglos XIX y XX, George y Frank) fundaron la compañía "The Lanchester Engine Company Limited" en diciembre de 1899, con el apoyo financiero de los hermanos Charles Vernon Pugh y John Pugh de Rudge-Whitworth. Otros socios que intervinieron en la dirección del negocio fueron los hermanos Whitfield, J. S. Taylor y Hamilton Barnsley, un constructor que vendió la empresa a BSA-Daimler en 1931.
El primer vehículo de Lanchester se inició en 1895, y se diseñó desde el principio como un automóvil y no un como un carruaje sin caballos. Empezó a circular por las carreteras públicas en febrero o marzo de 1896. Tenía un motor de 1306 cc de un solo cilindro con el pistón con dos bielas accionando cigüeñales y volantes que giraban en sentidos opuestos, proporcionando un funcionamiento muy suave. Se instaló un motor de dos cilindros en el mismo chasis en 1897 y un segundo automóvil completo se construyó a la vez. Esto condujo a los primeros automóviles de producción en 1900, cuando se hicieron seis unidades de demostración. Estaban equipados con motores de dos cilindros horizontales y 4033 cc, refrigerados por aire y conservando el diseño del cigüeñal doble. La dirección se controlaba con una palanca lateral (un timón), no con un volante. La caja de cambios utilizaba engranajes planetarios. Los primeros autos se vendieron al público en 1901. En 1902, Lanchester se convirtió en la primera compañía en comercializar frenos de disco al público. Eran mecánicos y solo actuaban en las ruedas delanteras. Los discos eran muy finos y estaban hechos de un metal demasiado blando, como el latón. Aunque probablemente dejaban mucho que desear, se ajustaban completamente a la definición de un freno de disco, y se adelantaron a las tendencias del mercado en muchos años.

#### Salón del Automóvil del Crystal Palace, enero de 1903
La Lanchester Motor-Car Company muestra una serie de hermosos vehículos. El diseño aquí es novedoso en su totalidad, o, más bien, difiere de otros diseños, ya que el automóvil de Lanchester fue uno de los primeros coches ingleses que se fabricaron. El motor es horizontal y está equilibrado de la manera más ingeniosa, el cambio de velocidad se realiza mediante trenes epicíclicos controlados por frenos de banda, las chispas eléctricas son las más ingeniosas y la suspensión también es de tipo especial. Describir el mecanismo de estos autos sería, sin embargo, imposible sin diagramas elaborados. Destacan por su fácil manejo y ausencia de vibraciones.

Todos las carrocerías fueron fabricadas por empresas externas hasta 1903, cuando se creó un departamento de carrocerías, y hasta 1914 la mayoría de sus modelos contaban con carrocerías construidas por Lanchester. En 1904, a pesar de una cartera repleta de pedidos, la compañía se quedó sin dinero y se puso en liquidación voluntaria. Después de un período de gestión por parte de un mediador, el negocio se reorganizó y se refundó como "The Lanchester Motor Company Limited" ese mismo año.
Los modelos de 1904 tenían un motor de  cuatro cilindros y 2470 cc refrigerados por agua, con válvulas en cabeza con lubricación a presión (muy inusual en ese momento). Estaban montados con la caja de cambios epicicloidal situada entre los asientos delanteros en lugar de centralmente, resultando un diseño con el conductor sentado muy hacia delante y sin capó. Los modelos de seis cilindros se unieron a la línea en 1906. A partir de finales de 1911 el diseño de los mandos se ajustaba a la tendencia general, con los pedales y una palanca de cambios que reemplazaron al sistema original de dos palancas. George Lanchester pasó a dirigír el negocio, después de que Frederick renunciase en 1913. 
En el modelo deportivo, el motor de cinco cilindros y 5.5 litros con válvulas laterales, se ubicó en una posición más convencional, pero se construyeron muy pocas unidades antes del estallido de la Primera Guerra Mundial. Una característica distintiva de las válvulas del motor era su uso de muelles laminares, en lugar de resortes helicoidales. Frank Lanchester dirigió la oficina de ventas de Londres.

Hasta 1914
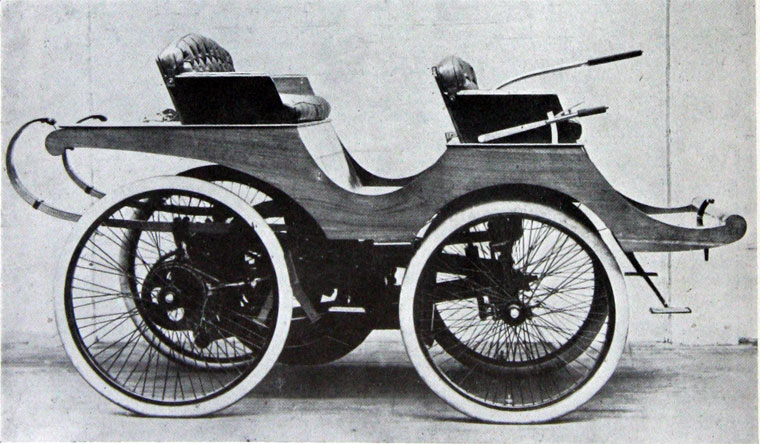
1895
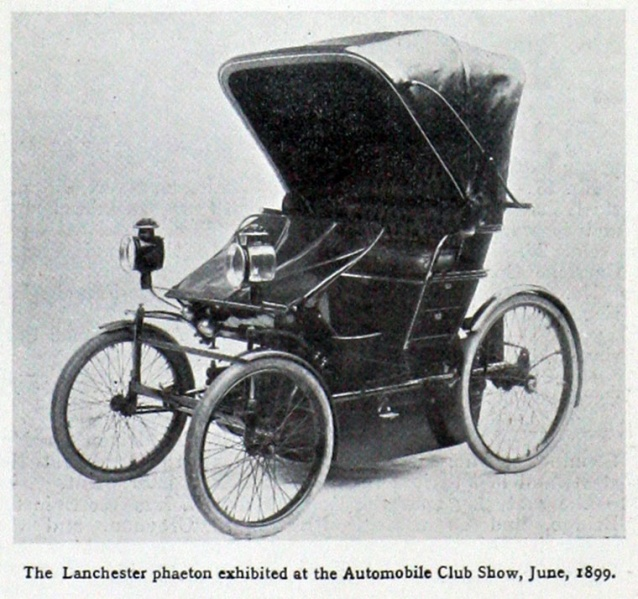
1899
12 CV (1901)
12 CV (1903)
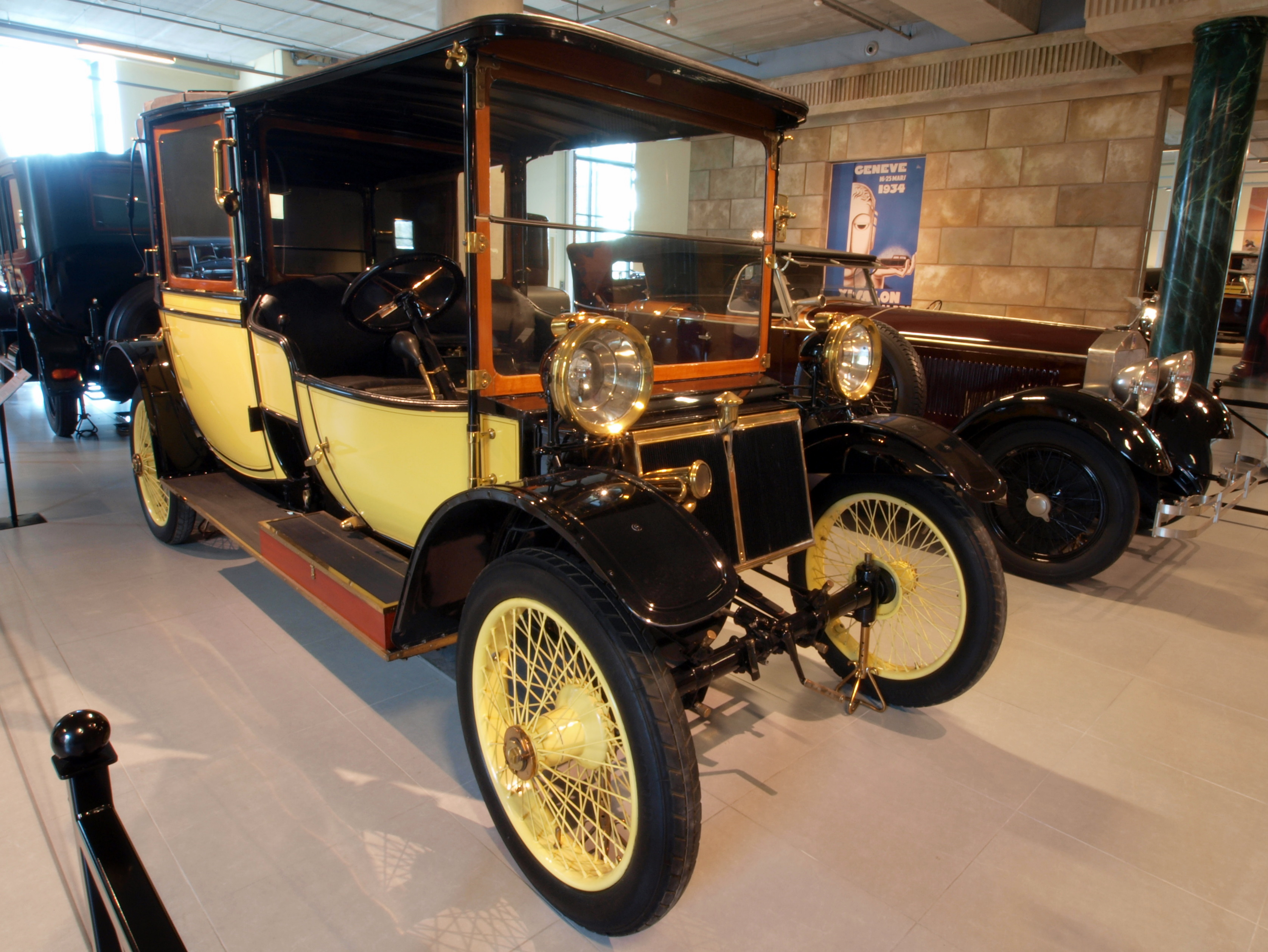
28 CV (1910)
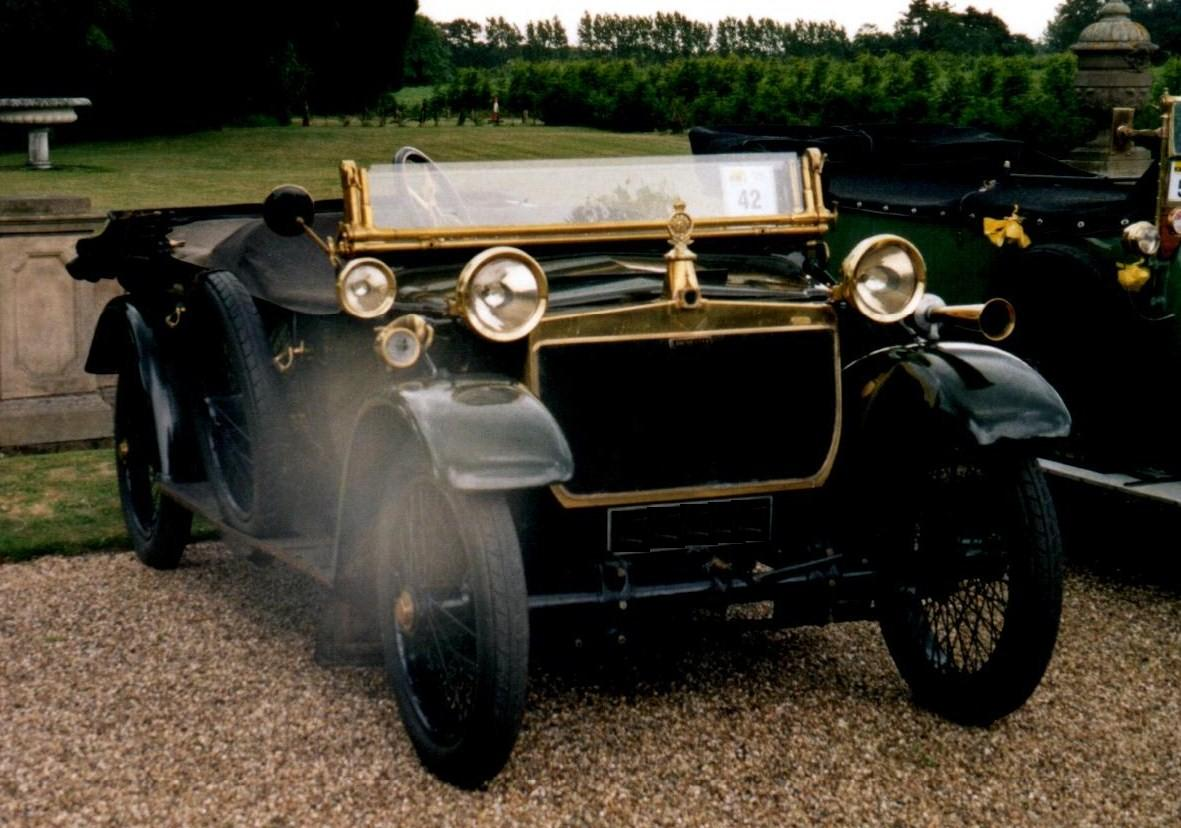
1912
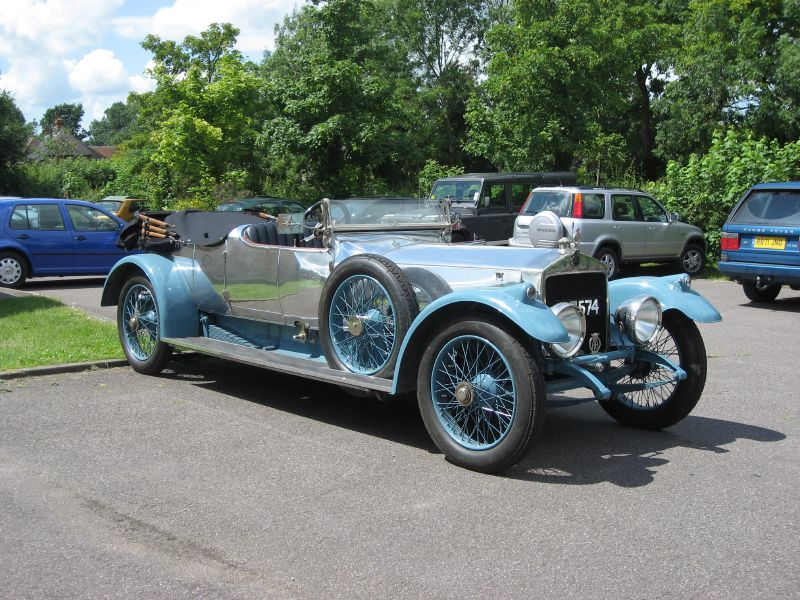
40 CV (1914)
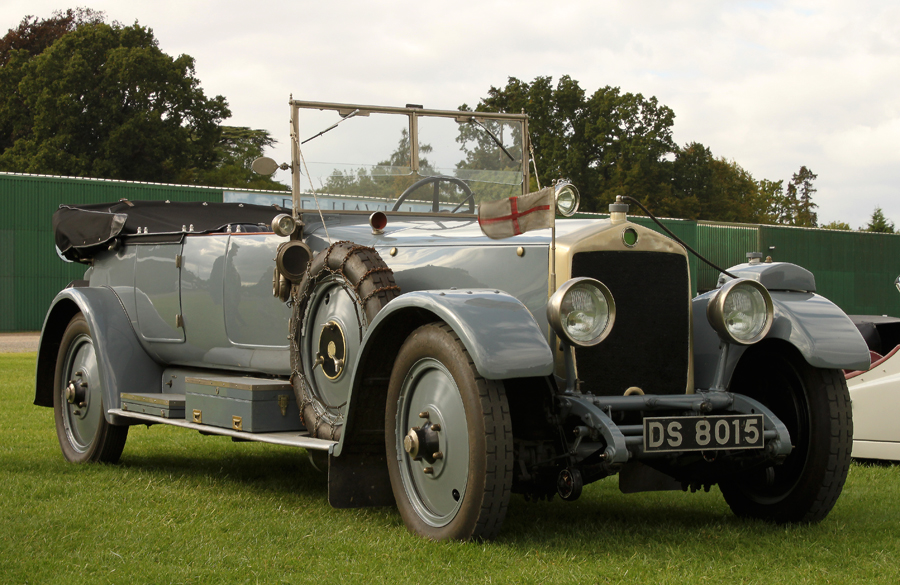
1914

#### Primera Guerra Mundial
Durante la Primera Guerra Mundial, la compañía fabricó proyectiles de artillería y algunos motores de aviación. La producción de vehículos continuó con los Lanchester 4x2 Armoured Car construidos sobre el chasis del Lanchester 38 CV para uso del Real Servicio Aéreo Naval en el Frente Occidental.

#### Posguerra

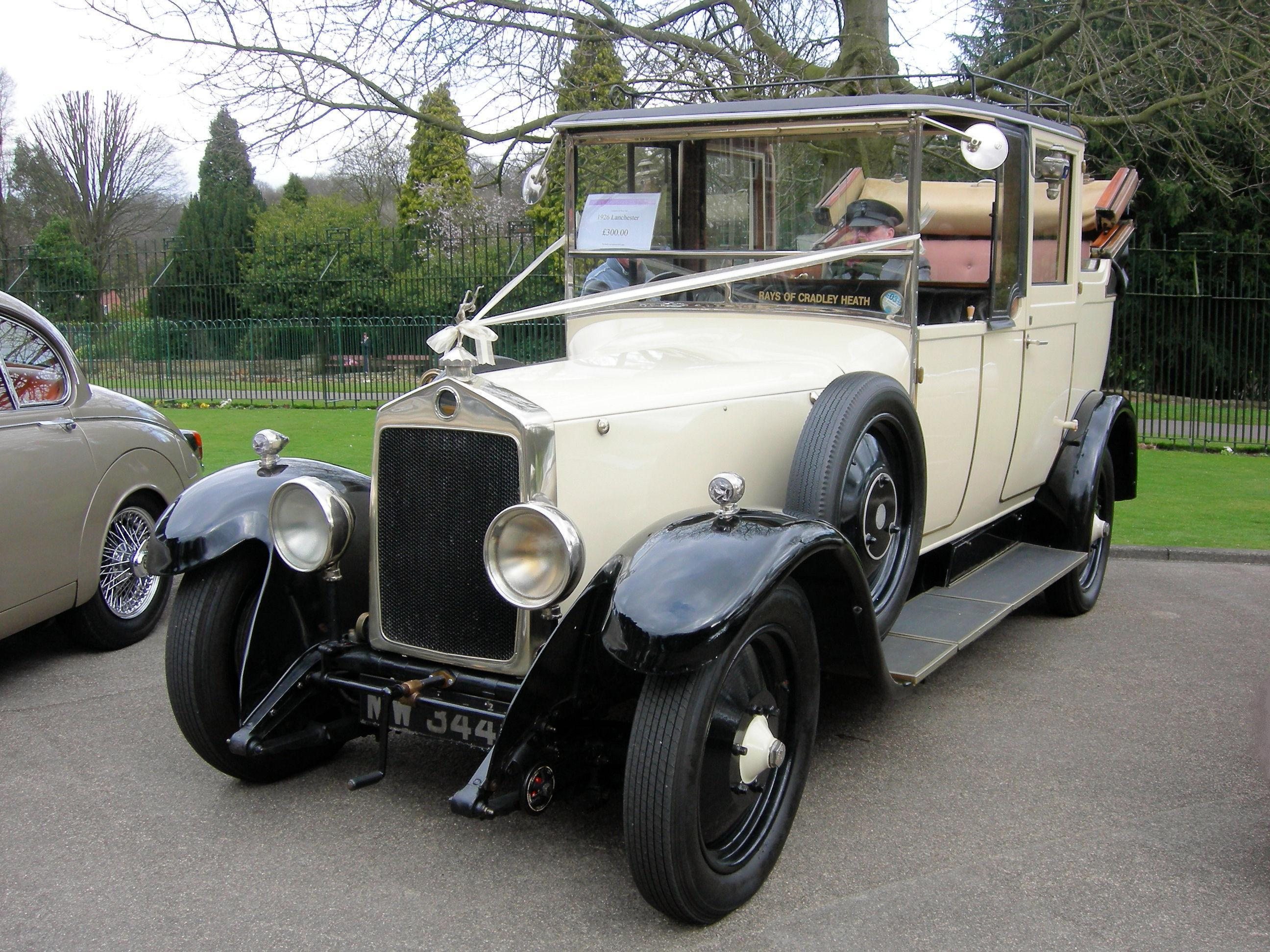
23 CV

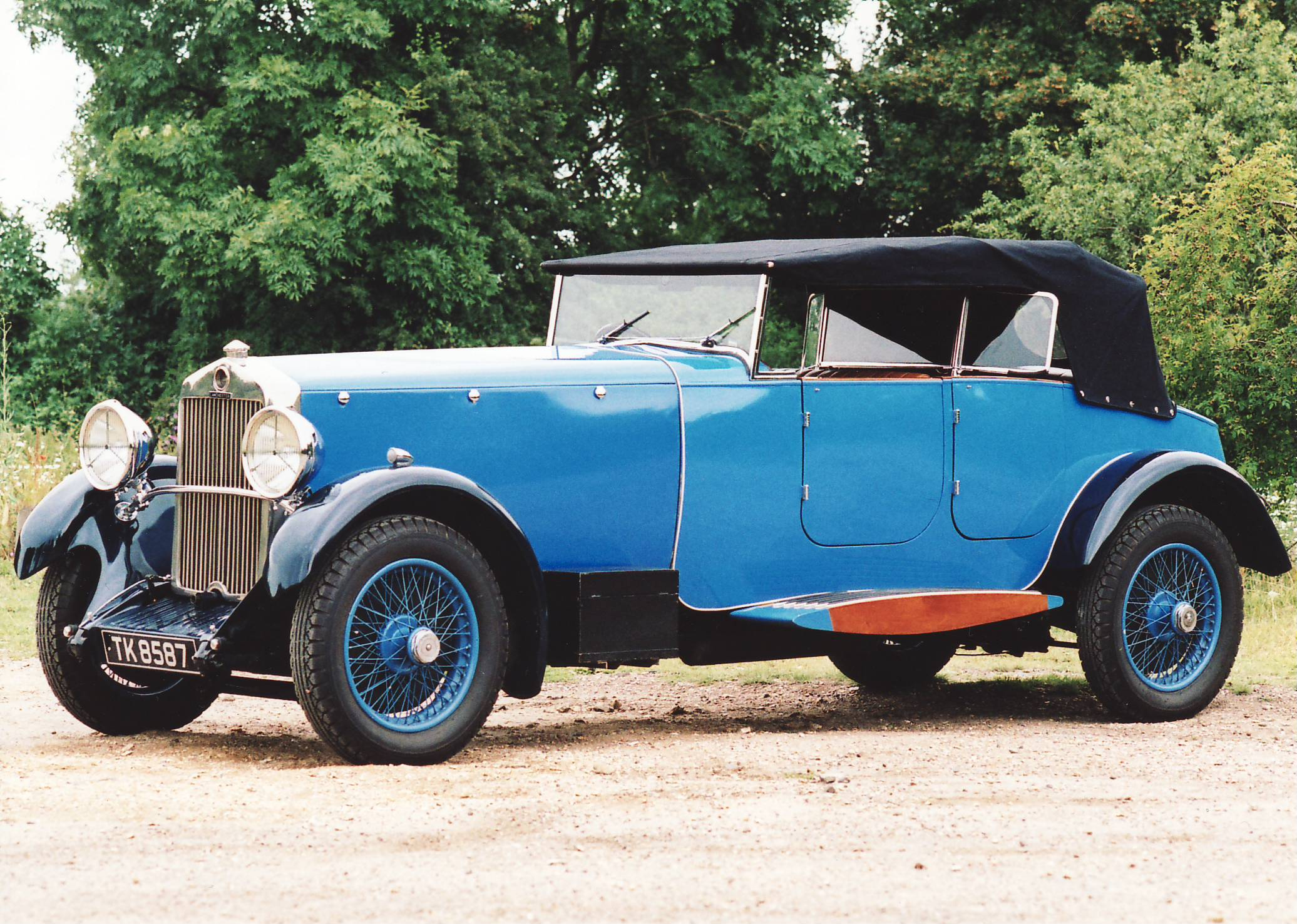
30 CV

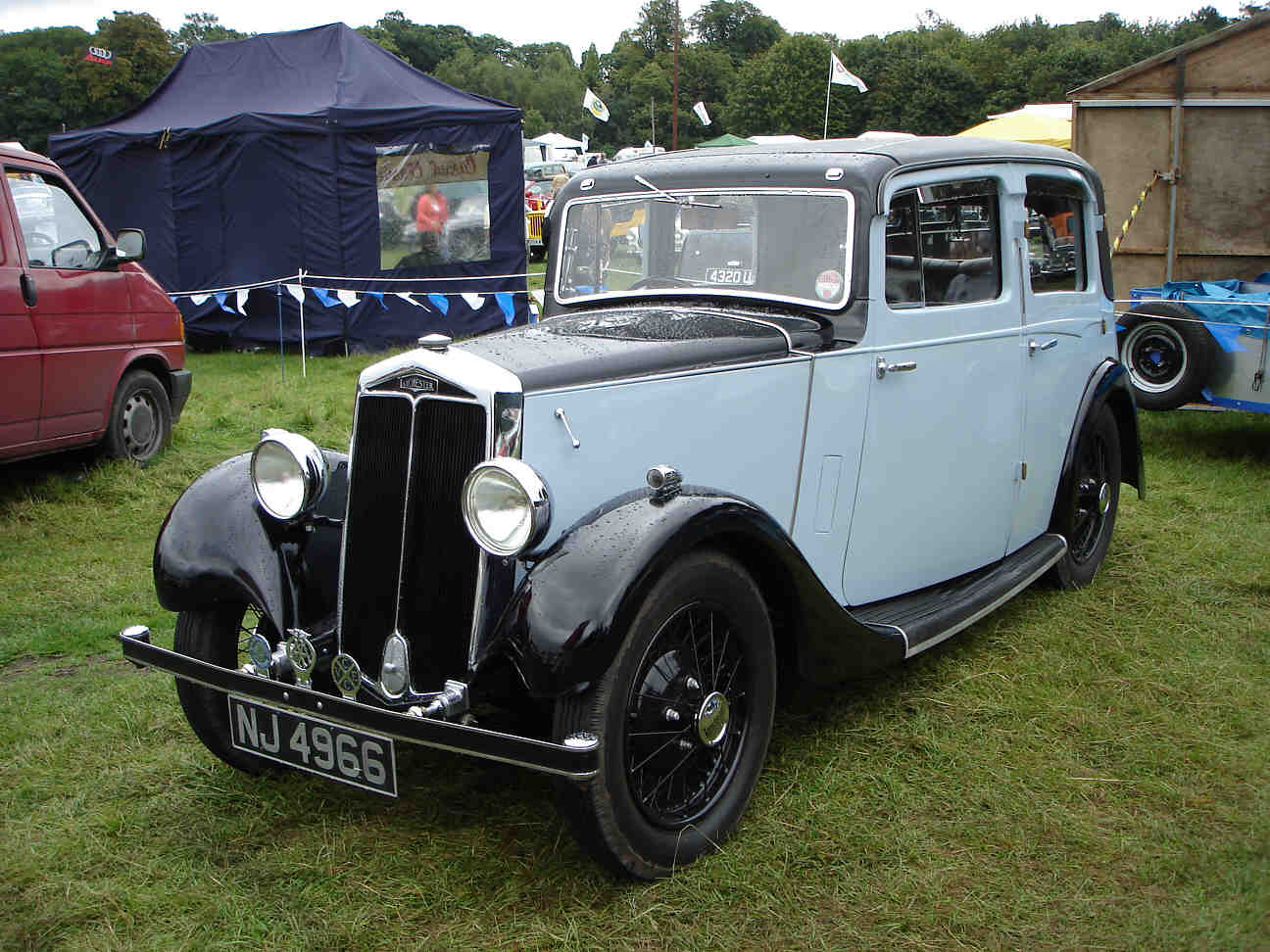
Ten, fabricado en 1933-1936

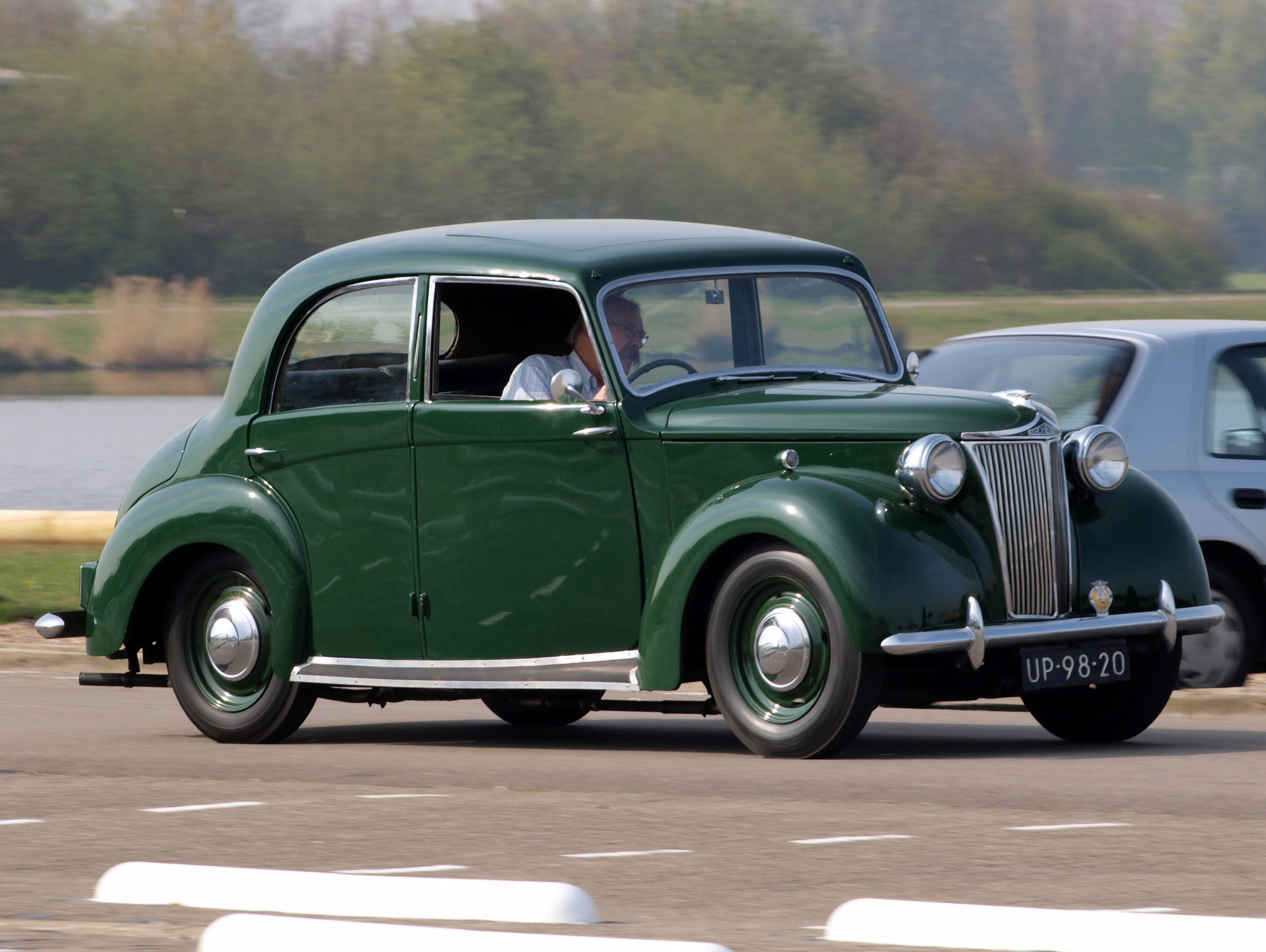
Ten salón deportivo, carrozado por Barker (1951)

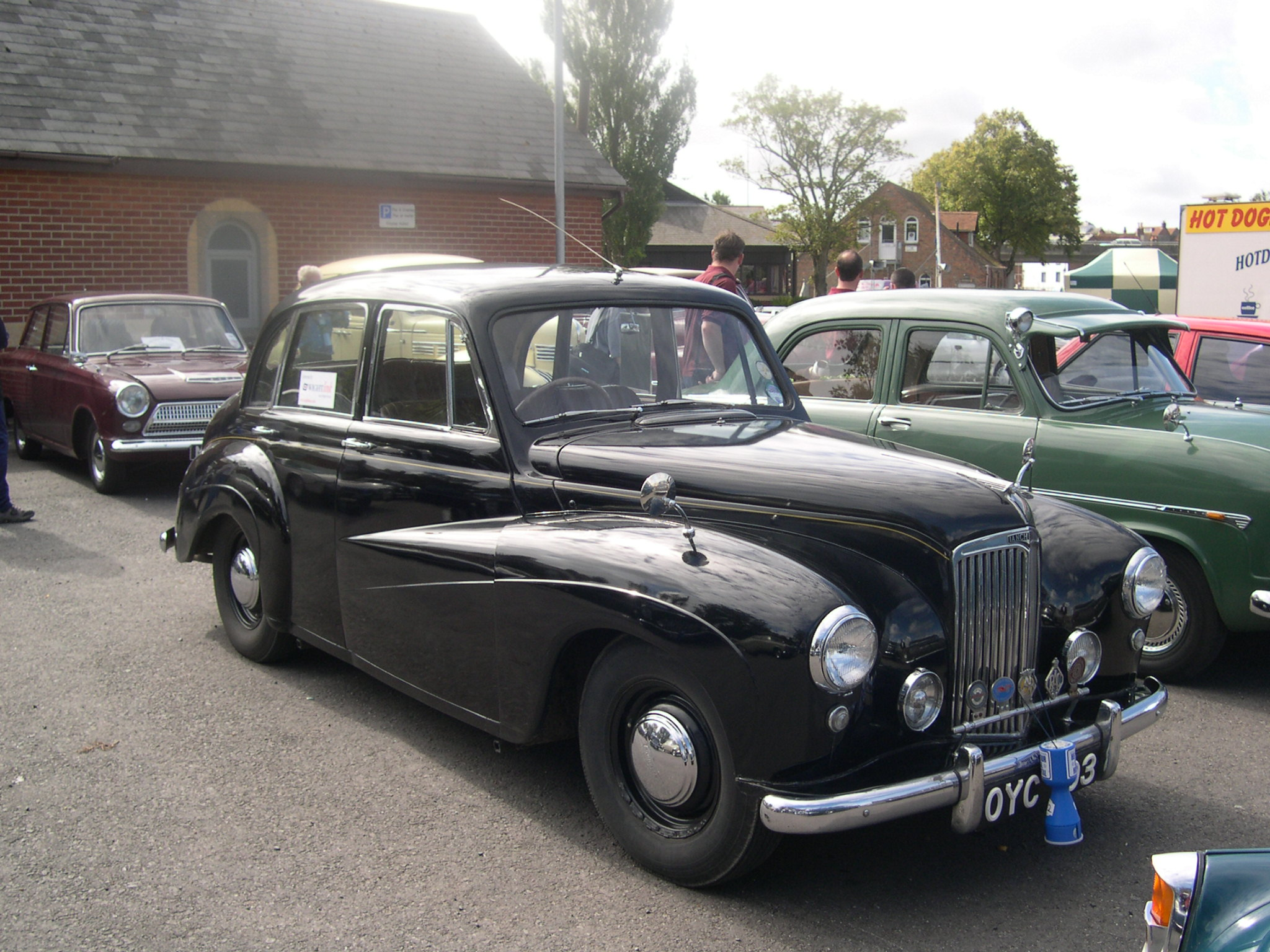
Modelo Leda o Fourteen (1953)

Después de la Primera Guerra Mundial, la compañía adoptó una política de modelo único y los Forty fueron reintroducidos con un motor de 6,2 litros y una caja de cambios de 3 velocidades (que aún usaba engranajes epicíclicos) y un eje trasero con tornillo sin fin. Era muy caro, más caro que un Rolls-Royce Silver Ghost. Para mantener la producción de un automóvil más pequeño, se unió a la gama el Twenty One en 1924. Tenía un motor de 3.1 litros y seis cilindros, ahora con culata desmontable, acoplado a una caja de cambios convencional de cuatro velocidades y frenos en las cuatro ruedas. Creció hasta convertirse en el Twenty Three de 3.3 litros en 1926. El Forty finalmente fue reemplazado por el Thirty con un motor de 4.4 litros y ocho cilindros en 1928. En 1927 se fabricaron algunos vehículos blindados, utilizando una versión de seis ruedas del chasis del modelo Forty.
En 1928 se lanzó el último diseño de George Lanchester, con un motor de 8 cilindros en línea y 4446 cc. Solo se construyeron 126 unidades antes de que la depresión económica terminara efectivamente con la demanda de estos vehículos.

#### Olimpia 1930
En octubre de 1930, tan solo doce meses después del hundimiento de la bolsa de Wall Street, Lanchester exhibió en el Salón del Motor Olympia los modelos siguientes:
- 21 CV[2] landó de 6 cilindros carrozado por Maythorn, 1775 £; solo chasis 1050 £
- 31 CV limusina de 8 cilindros carrozado por Hooper 2300 £; solo chasis 1325 £
- 31 CV 8 cilindros 6/7 plazas cupé de ville carrozado por Windovers 2435 £

Los motores eran de 3330 y 4440 cc respectivamente, su distancia entre ejes y la vía:
- 6 cilindros: 11 pies 1" y 4 pies 8"
- 8 cilindros: 11 pies 10½" y 4 pies 8"

### Venta o liquidación
En pocas semanas, su banco ejecutó la deuda de la compañía valorada en 38.000 libras, lo que obligó a la liquidación inmediata de sus activos. Debido a que sus locales estaban al lado de Armourer Mills, propiedad de la BSA en Sparkbrook, vender el negocio a BSA tenía sentido. Thomas Hamilton Barnsley (1867–1930), el principal accionista, presidente y director gerente negoció la venta de todo el capital social al grupo BSA poco antes de su muerte, el día de Navidad de 1930. La compra de la totalidad de las acciones por parte de BSA se completó en enero de 1931, por un total de 26.000 libras, una fracción del valor de los activos. La producción de automóviles se transfirió a la nueva filial hermana de Lanchester, Daimler, en Motor Mills, Sandy Lane, Radford, Coventry.

### Daimler
George Lanchester se mantuvo como diseñador jefe y Frank se convirtió en el director de ventas de Lanchester. La primera oferta nueva, todavía diseñada por George Lanchester, fue el Lanchester Eighteen con frenos hidráulicos y un acoplador hidráulico Daimler, una versión del Daimler Light Twenty. El Ten de 1933 fue una versión de lujo del BSA Ten. El Fourteen Roadrider de 1937, anterior a la guerra, era casi idéntico al Daimler New Fifteen.
El Duque de York, un cliente habitual durante las décadas de 1920 y 1930, prefería una versión menos llamativa de un automóvil Daimler, y recibió un par de limusinas con motor de ocho cilindros en línea especialmente construidas con la parrilla y las insignias de Lanchester.
Después de la guerra, se reintrodujo el Lanchester Ten con el LD10 de 1287 cc, que no tenía un equivalente Daimler, así como el Lanchester Fourteen y el Leda. El último modelo, del cual solo se produjeron prototipos, se llamó Sprite.

### Jaguar, Ford, Tata
Daimler estaba en declive y, en 1960, BSA vendió las instalaciones y el negocio de Daimler a Jaguar, que desde entonces ha utilizado el nombre de Daimler en sus productos más caros. Jaguar ha estado dentro y fuera del grupo Ford, y desde 2008 Jaguar, pertenece a Tata Motors (al igual que Lanchester, como parte de Jaguar).

## Monumento

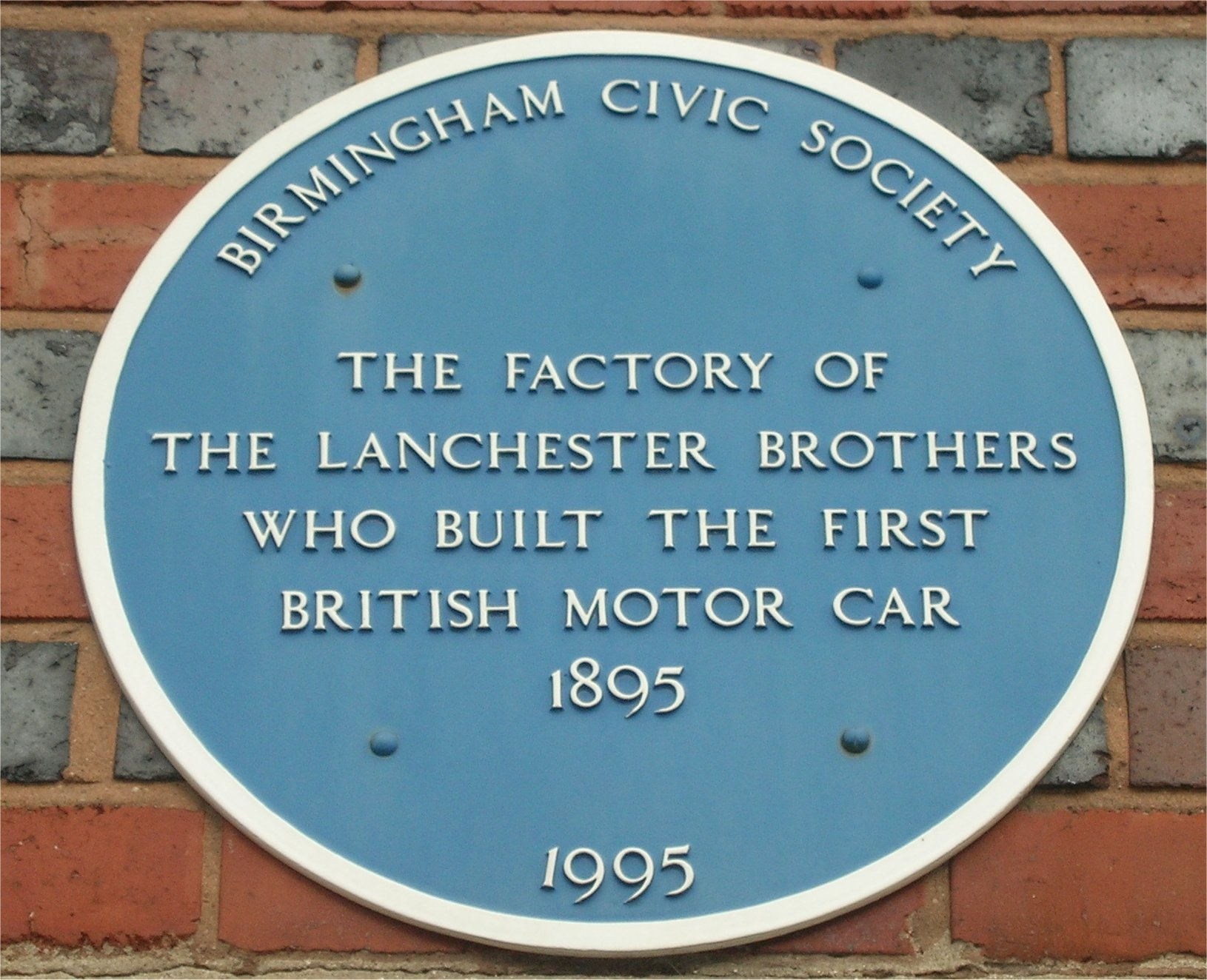
Placa azul, en la factoría original situada en Montgomery Street, Sparkbrook, Birmingham

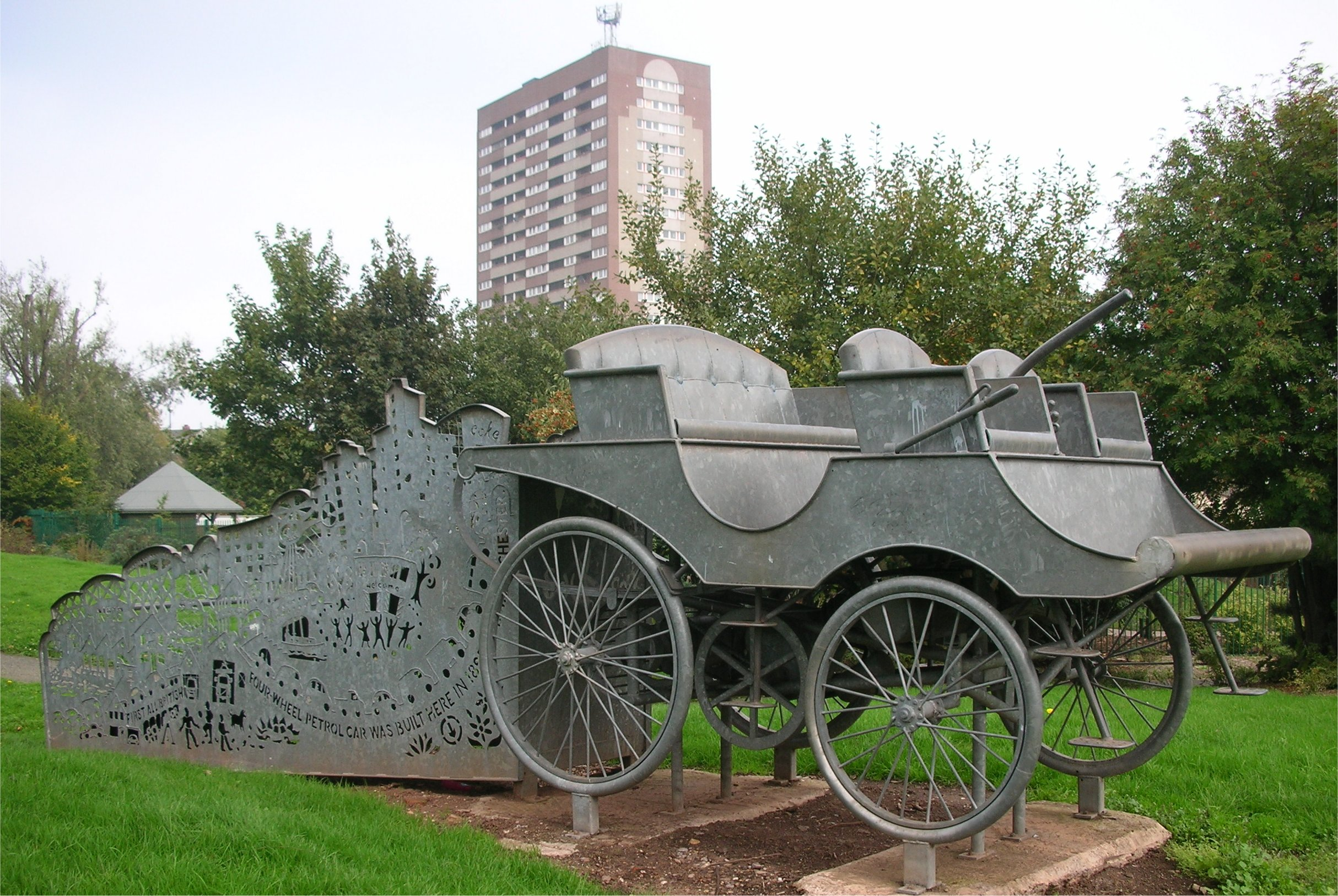
Monumento dedicado a los vehículos Lanchester

Una escultura al aire libre obra de Tim Tolkien, el "Lanchester Car Monument", está situada en el área de Bloomsbury Heartlands de Birmingham, el lugar donde Lanchester construyó su primer automóvil de gasolina de cuatro ruedas en 1895.

## Coches Lanchester
| Tipo                                                                                    | Motor                                                                                              | Producción (aprox.)            | Año       | Notas                                                                     |
| --------------------------------------------------------------------------------------- | -------------------------------------------------------------------------------------------------- | ------------------------------ | --------- | ------------------------------------------------------------------------- |
| Lanchester Five                                                                         | 1306 cc monocilíndrico refrigerado por aire                                                        | 1                              | 1895      | Experimental                                                              |
| Lanchester Eight                                                                        | 3459 cc dos cilindros refrigerado por aire                                                         | 3                              | 1897–1898 | Experimental                                                              |
| Lanchester Ten                                                                          | 4033 cc dos cilindros refrigerado por aire                                                         |                                | 1900–1904 | Primer modelo de producción                                               |
| Lanchester Twelve                                                                       | 4033 cc dos cilindros refrigerado por agua                                                         |                                | 1903–1904 |                                                                           |
| Lanchester Sixteen                                                                      | 4838 cc dos cilindros refrigerado por aire                                                         | 20                             | 1903–1904 |                                                                           |
| Lanchester Eighteen                                                                     | 4838 cc dos cilindros refrigerado por agua                                                         | 6                              | 1904      |                                                                           |
| Lanchester Twenty                                                                       | 2472 cc cuatro cilindros refrigerado por agua, válvulas en cabeza                                  |                                | 1904–1911 |                                                                           |
| Lanchester Twelve                                                                       | 3974 cc cilindros gemelos refrigerado por agua, válvulas en cabeza                                 |                                | 1906–1908 |                                                                           |
| Lanchester 28                                                                           | 3654 cc seis cilindros refrigerado por agua, válvulas en cabeza                                    |                                | 1906–1911 |                                                                           |
| Lanchester 50                                                                           | 8145 cc seis cilindros refrigerado por agua, válvulas en cabeza                                    | 1 coche, 2 motores             | 1907      | Experimental                                                              |
| Lanchester 38                                                                           | 4856 cc seis cilindros refrigerado por agua, válvulas en cabeza                                    |                                | 1911–1914 |                                                                           |
| Lanchester 25                                                                           | 3137 cc cuatro cilindros refrigerado por agua, válvulas en cabeza                                  |                                | 1912–1914 |                                                                           |
| Lanchester 40                                                                           | 5482 cc seis cilindros refrigerado por agua, válvulas laterales                                    |                                | 1914      |                                                                           |
| Lanchester 40                                                                           | 6178 cc seis cilindros refrigerado por agua, válvulas en cabeza                                    | 392                            | 1919–1928 | Chasis 2200 £. Frenos a las cuatro ruedas desde 1924                      |
| Lanchester 21                                                                           | 2930 cc seis cilindros refrigerado por agua, válvulas en cabeza                                    | 735 (incluido el Twenty Three) | 1923–1926 | Chasis 1000 £                                                             |
| Lanchester 23                                                                           | 2930 cc seis cilindros refrigerado por agua, válvulas en cabeza                                    | 735 (including Twenty One)     | 1926–1931 | Servomecanismo de vacío                                                   |
| Lanchester gasolina-eléctrico                                                           | |                                | 1927      | Experimental; ahora en el Thinktank, Birmingham Science Museum            |
| Lanchester 30 hp                                                                        | 4400 cc ocho cilindros refrigerado por agua, válvulas en cabeza                                    | 126                            | 1929–1932 | Chasis 1325 £                                                             |
| En enero de 1931 el negocio fue adquirido por The Birmingham Small Arms Company Limited | |                                |           |                                                                           |
| Lanchester 15/18 y Eighteen                                                             | 2504 cc (2390 cc en 1935, 2565 cc en 1936) seis cilindros refrigerado por agua, válvulas en cabeza | 2650 aprox                     | 1932–1940 | Daimler Light 20 con emblemas Lanchester                                  |
| Lanchester Ten LA10                                                                     | 1203 cc (1444 cc from 1936) cuatro cilindros refrigerado por agua, válvulas en cabeza              | 12250 aprox                    | 1933–1936 | Volante hidráulico. Frenos hidráulicos desde 1935.                        |
| Lanchester Light Six                                                                    | 1378 cc seis cilindros refrigerado por agua, válvulas en cabeza                                    | 1075 approx                    | 1935–1936 | Salón, Salón Deportivo, Cupé aerodinámico. Similar al BSA                 |
| Lanchester Eleven                                                                       | 1444 cc cuatro cilindros refrigerado por agua, válvulas en cabeza                                  | 2000 approx                    | 1937–1940 | Salón, Salón Deportivo                                                    |
| Lanchester Fourteen Roadrider                                                           | 1527 cc (1809 cc en 1938) seis cilindros refrigerado por agua, válvulas en cabeza                  | 2000 aprox                     | 1937–1940 | Salón, Salón Deportivo. Frenos bendix                                     |
| Lanchester Ten LD10                                                                     | 1287 cc cuatro cilindros refrigerado por agua, válvulas en cabeza                                  | 3030                           | 1946–1951 | Suspensión frontal independiente, frenos mecánicos                        |
| Lanchester Fourteen/Leda                                                                | 1968 cc cuatro cilindros refrigerado por agua, válvulas en cabeza                                  | 2100                           | 1950–1954 | 1953 Daimler Conquest con emblemas Lanchester. Salón y cupé aerodinámico. |
| Lanchester Sprite                                                                       | 1622 cc cuatro cilindros refrigerado por agua, válvulas en cabeza                                  | 10                             | 1954–1956 | Cambio automático Hobbs. No llegó a producirse                            |